# Louis-Victor Louvet
Louis-Victor Louvet, né à Paris (ancien 10e arrondissement) le 1er février 1822, mort à  Versailles, 3 janvier 1898, est un architecte français.
Élève de Huyot, de Leveil et d'Hippolyte Le Bas à l'École des Beaux-Arts de Paris où il est entré en 1838, il remporte le premier grand prix de Rome en 1850.
Le sujet de l'épreuve finale s'intitule : « Une place publique ».
Il devient pensionnaire de l'Académie de France à Rome du 25 janvier 1851 au 31 décembre 1855.

Ses envois comprennent des travaux sur le Panthéon, le Temple de la Concorde ou le Temple d'Antonin et Faustine. Il fit des voyages en Grèce avec Edmond About. Il envoya en 1855 les résultats de ses études sur le temple de Poséidon au cap Sounion.
Il est d'abord attaché au Conseil des bâtiments civils, puis inspecteur dans l'agence des travaux de restauration et d'agrandissement du Conservatoire national des arts et métiers sous la direction de Léon Vaudoyer.
Il participe à la conception et à la construction du Palais Garnier, de 1861 à 1875, en devenant l'adjoint principal de son camarade d'école, Charles Garnier.
Il fut architecte du Panthéon de Paris et de l'École des Arts Décoratifs.
Victor Louvet est le père d'Albert Louvet, également Prix de Rome et architecte, qui contribua à l'élaboration et au chantier du futur Grand Palais à Paris.